# 古根海姆合夥人

古根海姆合夥人（Guggenheim Partners, LLC）是一家全球投資金融服務公司，總部設在紐約市和芝加哥。該公司管理有超過3100億美元的資產。

## 外部連結
- 官方网站